# J'y suis, j'y reste (film)
Pour l’article homonyme, voir J'y suis, j'y reste.
Pour plus de détails, voir Fiche technique et Distribution.
J'y suis, j'y reste est un film français de Maurice Labro, sorti en 1954, adapté de la pièce de théâtre éponyme de Raymond Vincy et Jean Valmy.

## Synopsis
Nénette, propriétaire d'un restaurant des halles, qui veut épouser Jules, son barman, apprend à l'état civil qu'elle est déjà mariée avec un baron. Elle se souvient alors qu'elle s'est fait dérober son sac à main et ses papiers d'identité dix ans plus tôt, et comprend qu'une usurpatrice a épousé, sous son identité, le baron Hubert de Mont-Vermeil. Elle décide de se présenter au manoir de son « époux légal » pour lui dévoiler la vérité et réclamer le divorce, semant la perturbation dans l'existence du baron et de sa tante, une comtesse très à cheval sur les traditions. Mais ceux-ci ne peuvent se permettre un scandale, le cardinal de Trémone arrivant le même jour en visite au château. pour sauver les apparences, Nénette doit alors se faire passer pour celle qui a épousé le baron, et Jules pour son frère. Le cardinal, constatant que le baron est prêt à divorcer pour convoler avec Gisèle, la dame de compagnie de la comtesse, se met en tête de sauver le mariage du baron et de Nénette...

## Fiche technique
Source IMDb
- Titre : J'y suis, j'y reste
- Réalisation : Maurice Labro, assisté de Jean-Paul Sassy, Henri Toulout
- Scénario : d'après la pièce J'y suis, j'y reste de Jean Valmy et Raymond Vincy
- Adaptation : Maurice Labro et Claude Boissol
- Dialogues : Jean Valmy et Raymond Vinci
- Décors : Paul-Louis Boutié
- Photographie : Georges Million
- Opérateur : René Ribault
- Musique : Georges Van Parys - (Éditions : Le Troubadour)
- Montage : Charles Bretoneiche
- Son : Lucien Lacharmoise
- Maquillage : Michèle Péguéro et Marcelle Testard
- Photographe de plateau : Raymond Heil
- Script-girl : Odette Lemarchand
- Régisseur : Jacques Vitry
- Chef de production : Jules Borkon, Charles Delac
- Directeur de production : Jean Perdrix
- Production : Champs-Élysées Productions - Société Générale de gestion Cinématographique
- Distribution : Discifilm
- Auditorium et Laboratoire L.T.C St-Cloud
- Trucage : LAX
- Pays de production :  France
- Format : Noir et blanc - 1,37:1 - 35 mm - Son mono - Enregistrement Western Electric
- Durée : 97 minutes
- Sortie en salles :
  - France :  14 avril 1954
- Affiche : Henri Cerutti (France)

## Distribution
Source IMDb

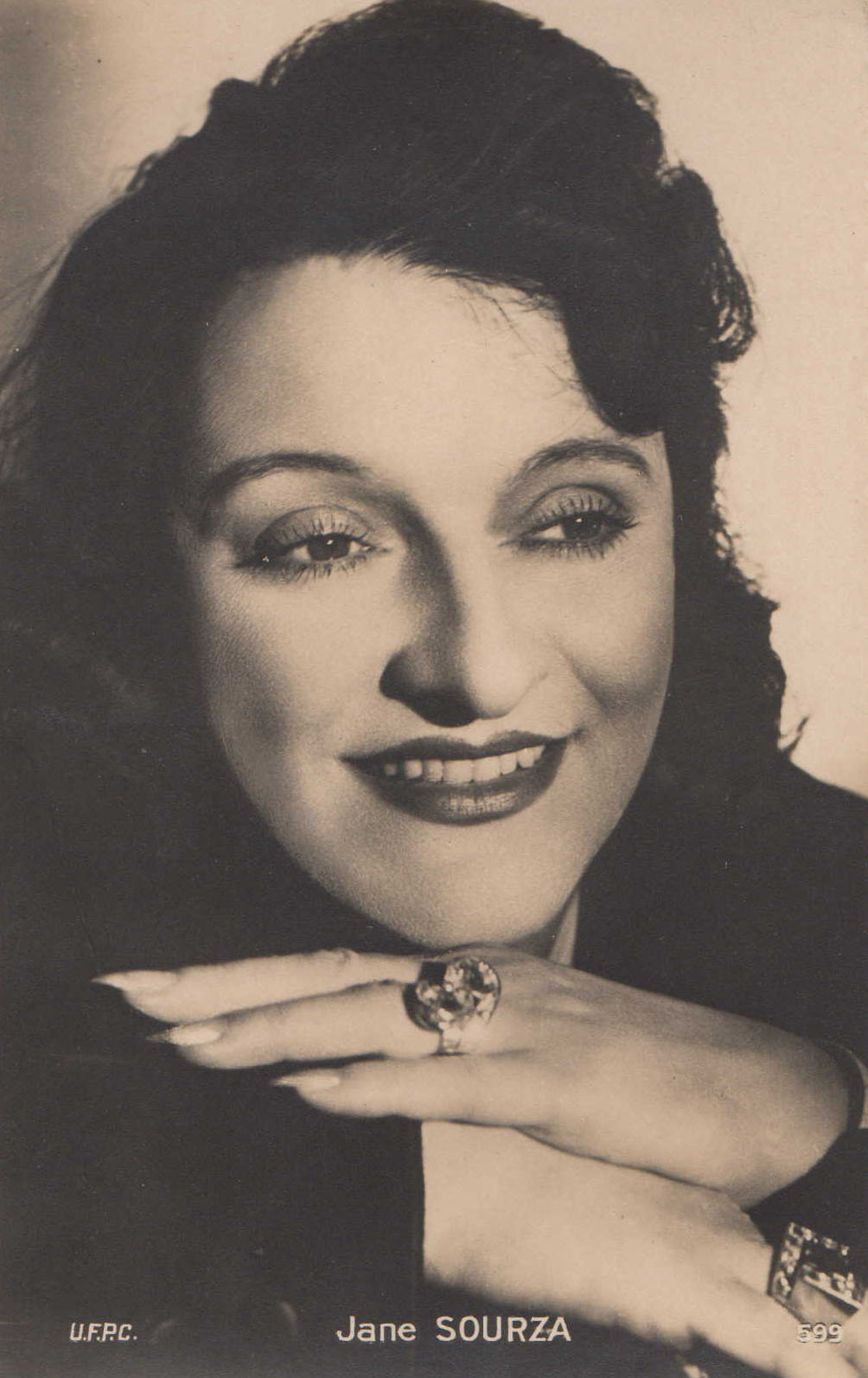
L'actrice Jane Sourza.

- Jane Sourza (créditée « Jeanne Sourza ») : Antoinette Mercier, dite « Nénette », patronne du « Cochon qui sommeille »
- Marguerite Pierry : la comtesse Apoline de Mont-Vermeil
- Jeannette Batti : Lucie, domestique de la comtesse
- Robert Pizani : le cardinal de Tramone
- Albert Dinan (crédité « Dinan ») : Jules, fiancé de Nénette
- Pierre Stephen : le baron Hubert de Mont-Vermeil
- Arlette Merry : Gisèle, la demoiselle de compagnie
- Roméo Carlès : Patrice, majordome de la comtesse
- Jacques Marin : Antoine, l'homme qui amène le bébé

## Production
Le tournage a lieu du 11 septembre au 6 octobre 1953, dans les Studios Parisiens à Billancourt.